# أولاد ندار (عوينة لهنا)
أولاد ندار هي إحدى مشيخات المملكة المغربية، تتبع جغرافيا لإقليم آسا الزاك وإداريًا لعوينة لهنا. يقدر عدد سكانها بـ 75 نسمة حسب الإحصاء الرسمي للسكان والسكنى لسنة 2004.